# Litografia de raigs X

Fig.1 Transmissió de la llum a través d'una màscara.

Litografia de raigs X és una tecnologia de fotolitografia de pròxima generació que empra llum longitud d'ona de raigs X (per sota d'1 nm). És un procés emprat a la indústria electrònica per a eliminar selectivament parts d'un pel·lícula prima transferint els raigs X a través de la geometria d'un patró i d'una màscara a un material químic sensible a la llum. Llavors mitjançant una sèrie de tractaments químics s'obté el gravat del patró damunt el substracte.

## Característiques
- Els raigs X superen els límits de la difracció de la llum mitjançant llum col·limada de lens difractives en comptes de lens refractives emprades en òptica.
- La font de raigs X s'implementa amb la radiació de sincrotró.